# 등각류
등각류(等脚類, Isopods)는 등각목(Isopoda)에 속하는 갑각류의 총칭이다. 갯강구, 쥐며느리, 주거벌레 등을 포함하고 있다. 라틴어 학명 이소포다(Isopoda)는 그리스어 ἴσος (iso-, "같다, 等"라는 의미)와 ποδός (podos, "다리, 脚"라는 의미)에서 유래했다. 등각류의 화석 기록은 최소 3억년 전의 석탄기(펜실베이니아기)까지 거슬러 올라간다.

## 아목
- 물좀아목 (Asellota)
- Calabozoida
- 갈고리벌레아목 (Cymothoida)
- Limnoriidea
- Microcerberidea
- 쥐며느리아목 (Oniscidea)
- Phoratopidea
- Phreatoicidea
- 잔벌레아목 (Sphaeromatidea)
- Tainisopidea
- 유변아목 (Valvifera)